# Live @ the Fez
Live @ the Fez è il primo EP del gruppo musicale britannico Does It Offend You, Yeah?, autoprodotto e pubblicato il 28 gennaio 2008.

## Tracce
Testi e musiche dei Does It Offend You, Yeah?, eccetto dove indicato.
- Lato A

1. Doomed Now – 4:11
2. Weird Science – 4:51

- Lato B

1. Whip It – 3:10 – originariamente interpretata dai Devo
2. Battle Royale – 3:55
3. Let's Make Out – 3:34

## Formazione
- James Rushent – voce, basso
- Morgan Quaintance – chitarra, sintetizzatore, voce (tracce 2 e 5)
- Dan Coop – sintetizzatore
- Rob Bloomfield – batteria